# José Fernández Madrid
José Luis Fernández Madrid y Fernández de Castro (Cartagena, 1789 – Londra, 1830) è stato un politico colombiano.
Capo della giunta rivoluzionaria del 1816, fu esiliato dagli Spagnoli a Cuba. Nel 1827 venne nominato da Simón Bolívar ministro plenipotenziario a Londra.
Compose due tragedie, Atala e Guatemoc.